# 瑟伯勒斯峰
瑟伯勒斯峰（英語：Cerberus Peak）是南極洲的山峰，位於奧次地，處於菲臘親王冰川源頭，屬於邱吉爾山脈的一部分，海拔高度2,765米，由新西蘭探險隊命名，現時由南極條約體系管理。

## 外部連結
- 本条目引用的公有领域材料来自美国地质调查局的文档《瑟伯勒斯峰》 （資料來自地名信息系统）。

82°1′S 158°46′E / 82.017°S 158.767°E